# Nyassang Forest Park
Der Nyassang Forest Park ist ein Waldgebiet im westafrikanischen Staat Gambia.

## Topographie
Das ungefähr fünf mal fünf Kilometer große Naturschutzgebiet liegt in der Central River Region, Distrikt Niamina East. Es reicht bis ans linksseitige Ufer des Flusses Gambia und schließt an den River-Gambia-Nationalpark an, der auf den Baboon Islands liegt. Auf manchen Karten ist er mit einer Fläche zusammen mit dem Nyassang Forest Park.